# Lispe armata
Lispe armata är en tvåvingeart som beskrevs av Malloch 1925. Lispe armata ingår i släktet Lispe och familjen husflugor. Inga underarter finns listade i Catalogue of Life.